# Jordánská kuchyně

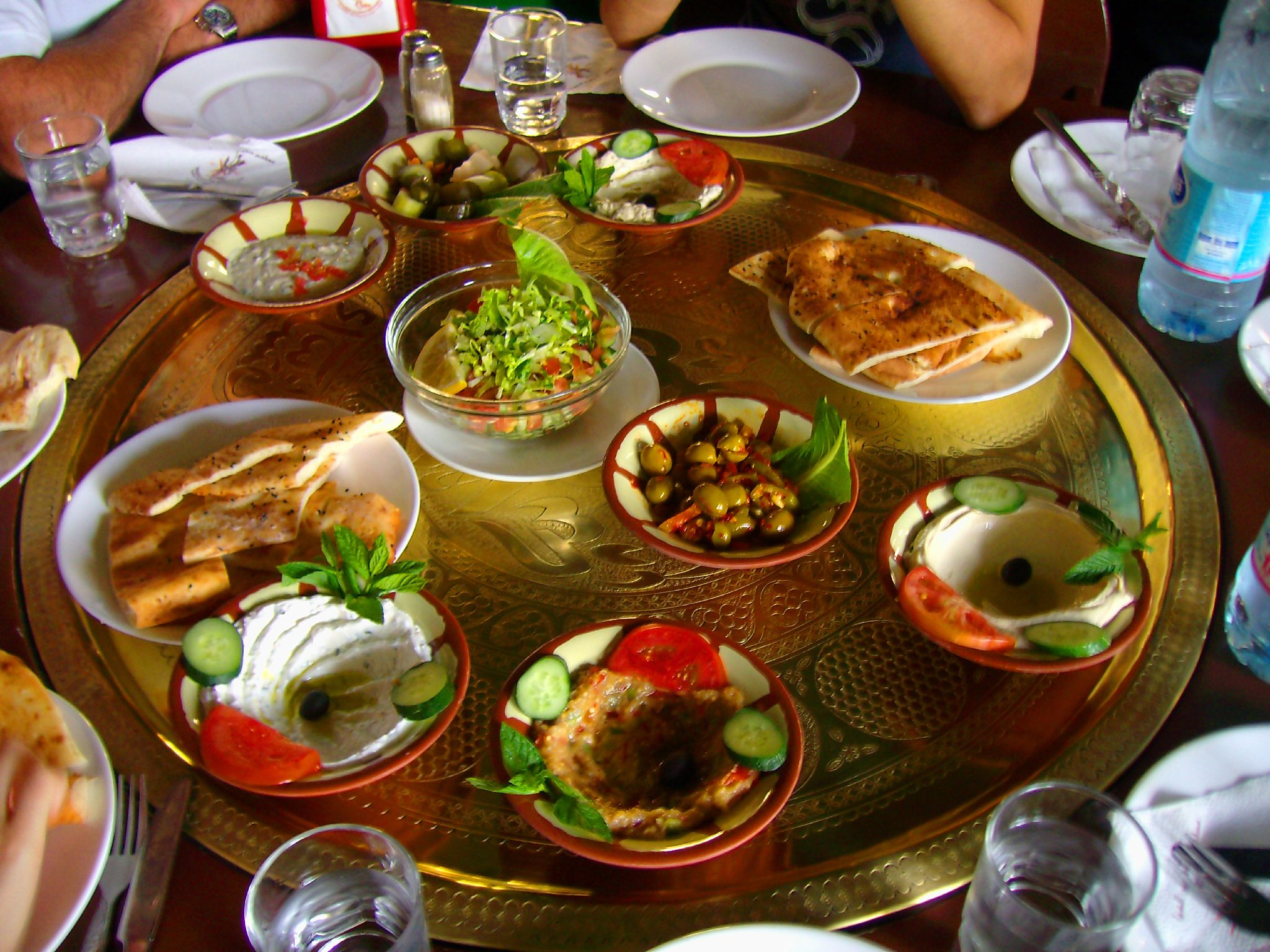
Jordánské meze

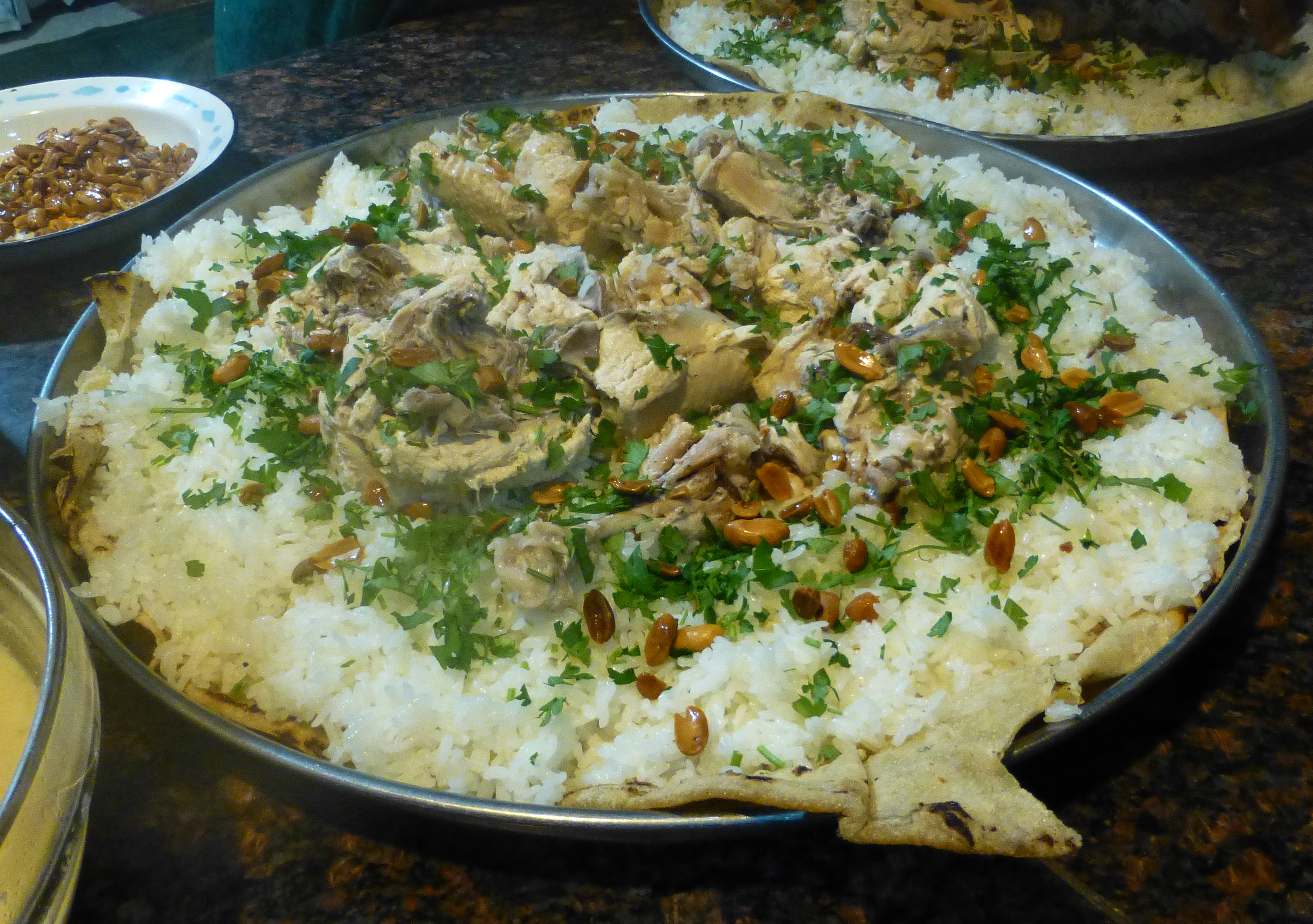
Mansaf

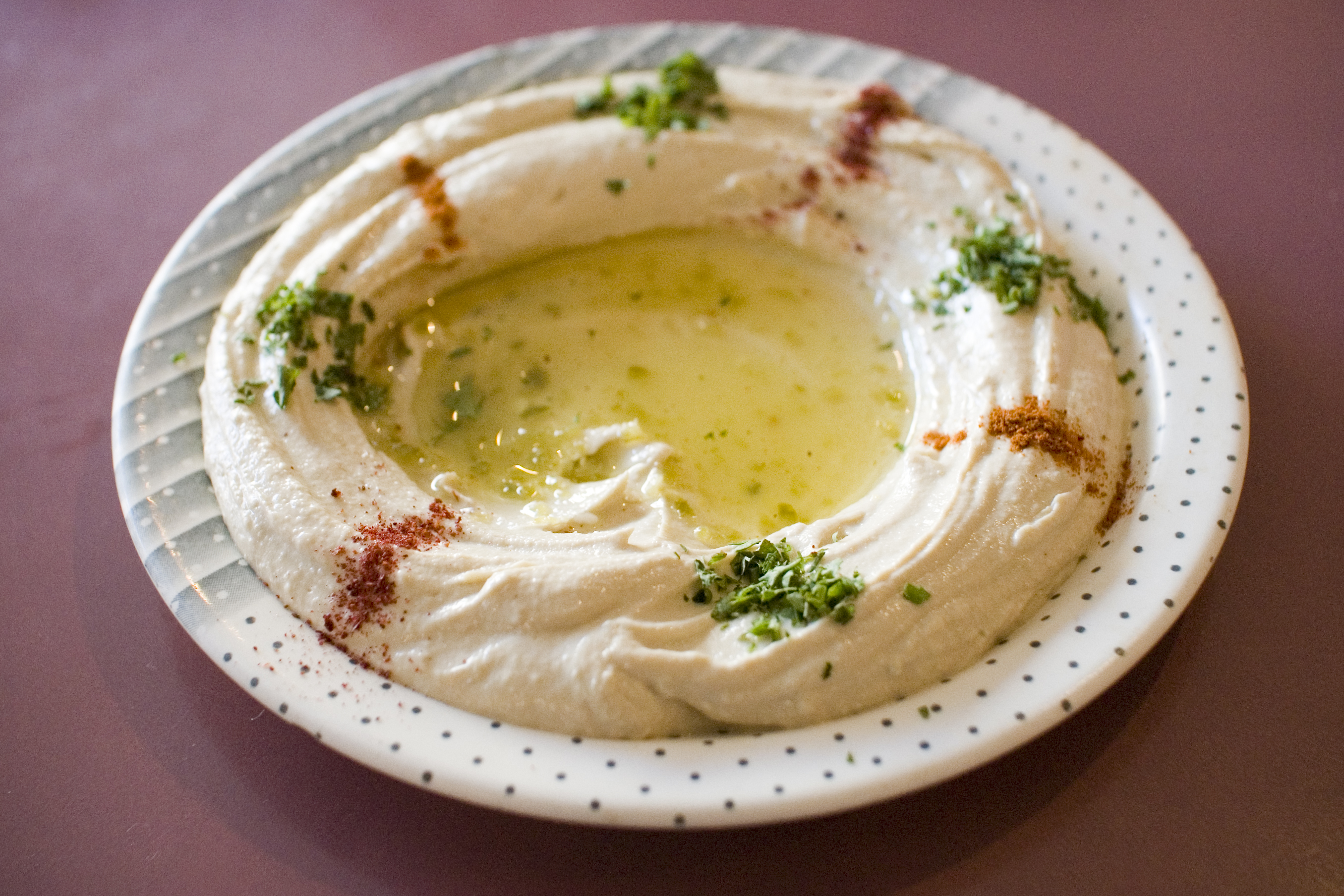
Hummus

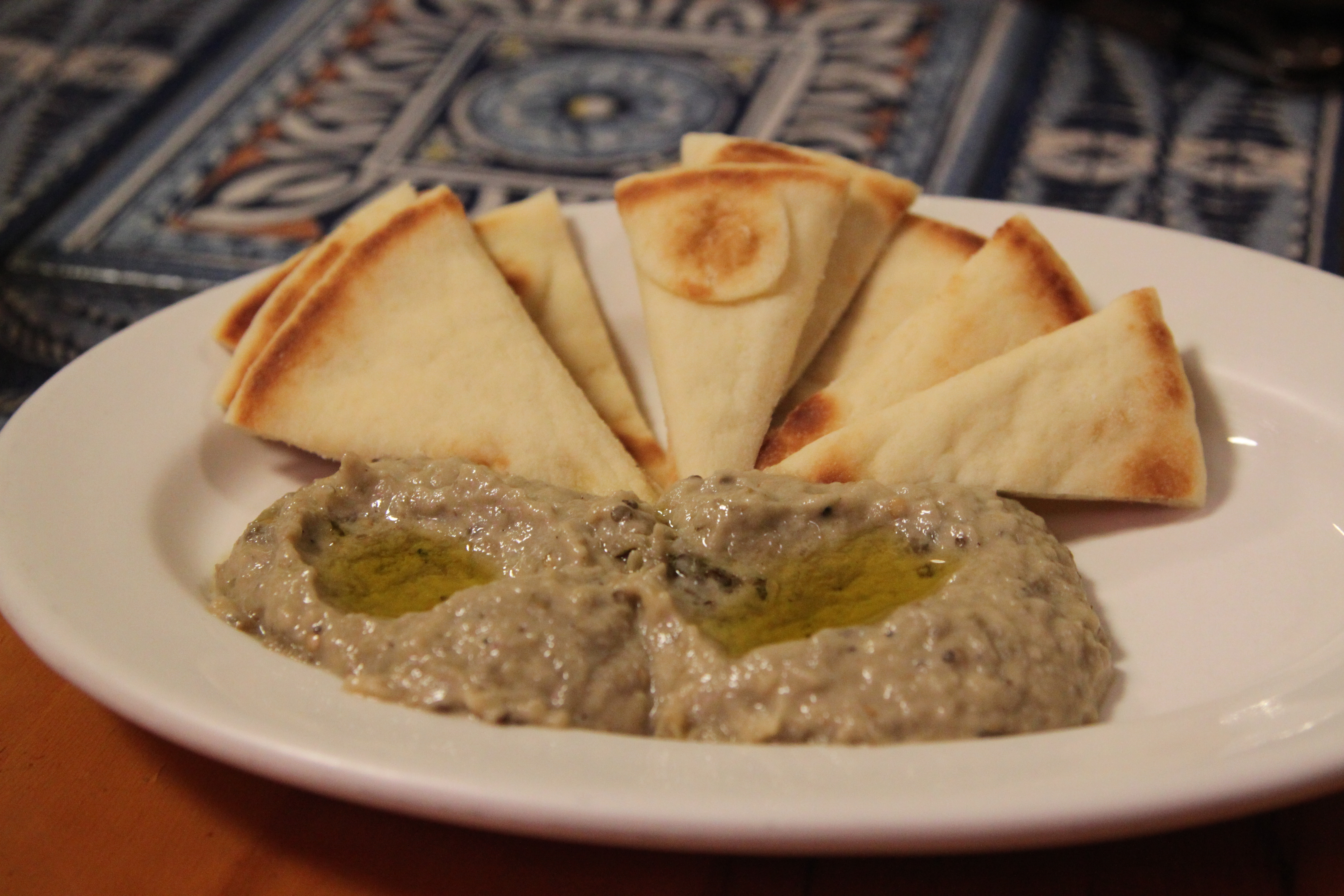
Baba ganuš a pita chléb

Jordánská kuchyně (arabsky: مطبخ أردني) je podobná ostatním kuchyním v regionu Levanty (například libanonské kuchyni). Používá mnoho druhů zeleniny, jogurt, maso (nejčastěji skopové a drůbež). K ochucování jordánských pokrmů se používají bylinky, česnek, cibule, rajčatový protlak, citron a mnoho druhů koření, populární je směs koření za'atar. Jordánsko je jedním z největších producentů oliv na světě a v Jordánsku se díky tomu mj. často používá olivový olej.
V Jordánsku je populární jídlo podávat formou tzv. meze, což jsou malé porce různých pokrmů, velice podobné španělským tapas.

## Příklady jordánských pokrmů
Příklady jordánských pokrmů:
- Mansaf, tradiční beduínské jídlo, jedná se o skopové maso vařené v omáčce z jogurtu, podávané s rýží nebo bulgurem. Někdy se považuje za národní jídlo Jordánska.
- Maklúba, zapečené kuře s kořením, rýží a zeleninou
- Kibbeh, masové koule s bulgurem
- Hummus, cizrnová pomazánka
- Falafel, fritované cizrnové koule
- Baba ganuš, grilovaný lilek s tahinou, olivovým olejem, citronovou šťávou a česnekem
- Tabbouleh, salát z petržele, bulguru , rajčat, máty a ledového salátu
- Baklava
- Chalva
- Kanafeh, dezert ze sladkého těsta plněný sýrem

## Příklady jordánských nápojů
Příklady jordánských nápojů:
- Káva, často ochucená různými druhy koření
- Čaj
- Arak, alkoholický nápoj ochucený anýzem
- V Jordánsku je v malé míře provozováno vinařství (víno je vyráběno jen na dvou vinicích), ale vinařství má v Jordánsku velkou tradici a to už od nabatejských časů. V Jordánsku je také několik pivovarů (například pivovar Petra).[3][4][5]